# Conescharellina angustata
Conescharellina angustata is een mosdiertjessoort uit de familie van de Conescharellinidae. De wetenschappelijke naam van de soort werd voor het eerst geldig gepubliceerd in 1852 door Alcide d'Orbigny.